# Dogri (jezik)
Dogri (डोगरी ali ڈوگری ), je indoarijski jezik, ki ga govori okoli pet milijonov ljudi v  Indiji in Pakistanu, v glavnem pa v pokrajini Džamu v indijskem zveznem teritoriju in do oktobra 2019 indijski zvezni državi Džamu in Kašmir in Himačal Pradeš, ter tudi na severu Pandžaba. Govorci jezika dogri se imenujejo Dogre, regija, kjer se govori dogri pa se imenuje Duggar. Čeprav se je včasih obravnaval kot narečje pandžabščine, je sedaj dogri obravnavan kot član skupine jezikov zahodne paharščine. Nenavadno za indoevropske jezike je dogri tonemski jezik, lastnost, ki jo deli z drugimi zahodnimi paharskimi jeziki in pandžabščino.  Dogri besednjak vsebuje predvsem besedišče, ki izhaja iz sanskrta, vsebuje pa tudi veliko izposojenk iz arabskega, perzijskega, angleškega in turškega jezika. 

Najzgodnejši pisni dokument o jeziku, imenovanem Dogri, najdemo v delu indijsko-perzijskega pesnika Amirja Čusraua (1253–1325), v katerem navaja različne severnoindijske jezike. Posamezne besede so bile celo povzete iz besedil iz 12. stoletja. Kljub temu je najstarejše literarno delo v dogriju, prevod iz perzijščine, ki izvira šele iz druge polovice 18. stoletja. Konec 18. in 19. stoletja so nastale posamezne pesnitve. Šele v 20. stoletju se je razvila živahna in raznolika literatura v vseh žanrih, zaradi česar je jezik vse bolj uveljavljal do priznanja kot uradnega jezika. Dogri je bil leta 2003 na nacionalni ravni priznan kot eden od 22 indijskih ustavnih jezikov. Sodobni predstavnik dogrijske literature je pesnica Padma Sachdev.
Dogri ima več različic, ki imajo vse več kot 80 odstotkov skupnega besedišča (znotraj Džamuja in Kašmirja).

## Pisava
Dogri je izvorno za pisanja uporabljal svojo dogri pisavi. Sedaj se v Indiji  običajno uporablja pisava devanagari; v Pakistanu in v Kašmirju, ki je pod pakistansko administracijo, pa nastalik, ki je oblika perzijsko-arabske.